# Uri Blau
Uri Blau (hebrejsky אורי בלאו) je izraelský novinář, který pracoval pro deník Haaretz. Specializuje se na armádní zpravodajství a odhalování korupce.

## Novinářská kariéra
Uri Blau začal svoji dráhu novináře v jeruzalémském týdeníku Kol Ha'ir. Zaměřil se na odhalování prohřešků vojáků v Izraelských obranných silách. Na rozdíl od ostatních novinářů píšících o armádě se Uri Blau rozhodl stát mimo Asociaci armádních novinářů a své zpravodajství zakládal spíše na osobních kontaktech v armádě.

### Deník Haaretz
V roce 2005 se Uri Blau stal členem redakce Haaretzu a publikoval několik článků odhalujících možnou korupci Ehuda Olmerta, který byl v té době lídrem strany Kadima a kandidátem na předsedu vlády. Následná aféra neutichla ani když se Olmert stal předsedou vlády a vedla k dlouholetému vyšetřování a nakonec i k nepravomocnému odsouzení po skončení Olmertova mandátu. Další reportáž o předsedovi izraelské politické strany Jisra'el Bejtejnu Avigdoru Liebermanovi tvrdila, že strana použila fiktivně identitu Liebermanovy dvacetileté dcery pro převod velkých částek peněz.

### Aféra Anat Kam
V listopadu 2008 Uri Blau uveřejnil v deníku Haaretz článek Povolení zabíjet , v němž tvrdil, že cílené zabití jednoho ze dvou členů Islámského džihádu v Dženínu v červnu 2007 odporovalo usnesení izraelského Nejvyššího soudu, které stanovilo, že cílené zabití nesmí být použito, pokud je možné provést zatčení. Zpravodajská část článku reprodukovala dvě armádní hlášení Izraelských obranných sil, které byly přísně tajné. Reportáž tvrdila, že se vojáci někdy ani nepokusí o zatčení, což by mohlo porušovat usnesení soudu. Článek byl předán vojenské cenzuře ke schválení a ta jej schválila. Tato skutečnost byla později použita jako právoplatný důkaz, že uveřejněním armádních hlášení nemohla být způsobena škoda, pokud ji nezpůsobil sám cenzor.
Okamžitě následovaly spekulace, kdo byl zdrojem přísně tajných dokumentů. Trvalo rok, než se vyšetřování soustředilo na Anat Kamm, bývalou sekretářku armádního velení, která krátce pracovala jako novinářka již před svojí službou v armádě a po propuštění z armády ve své kariéře pokračovala.
Týden před operací Lité olovo, v prosinci 2008, Uri Blau předal armádnímu cenzorovi odhalení, že má plány operace. Článek byl nejdříve schválen k publikaci. Teprve později, těsně před distribucí, cenzor své rozhodnutí změnil a Haaretz souhlasil se stažením článku.
V září 2009 izraelská tajná služba Šin Bet s Urim Blauem vyjednala písemnou dohodu, podle níž měl Uri Blau předat padesát psaných tajných dokumentů a zničit svůj osobní počítač. Oplátkou za to měla armáda přestat zjišťovat, kdo je jeho zdroj. V prosinci 2009 Šin Bet tajně zatkla Anat Kamm a začala ji vyšetřovat, což vedlo k jejímu obvinění, že předala až dva tisíce dokumentů. Uri Blau a deník Haaretz pohlíželi na toto zatčení jako na porušení předchozí dohody.
V prosinci 2009 Uri Blau odjel z Izraele na turistickou cestu po Asii a rozhodl se zůstat v zahraničí až do ukončení procesu. Za své sídlo si vybral Londýn. Do Izraele se vrátil až 24. října 2010.
Izraelská společnost vnímá Uriho Blaua jako kontroverzní osobu. Pravicoví voliči ho vnímají jako zrádce, kterému nezáleží na bezpečnosti státu. Naproti tomu skupina dvanácti izraelských novinářů požádala izraelskou vládu, aby Blaua nežalovala, pokud se vrátí z Londýna a předá zbývající tajné dokumenty, které v té době měl stále u sebe.
23. března 2011 informovalo izraelské ministerstvo spravedlnosti, že Uri Blau bude vyšetřován kvůli neoprávněnému držení tajných dokumentů. 30. května 2012 bylo zveřejněno, že bude obviněn.